# Carmel de Sens
Le Carmel de Sens est l'un des premiers carmels à être fondé en France le 2 juillet 1625. Le couvent se situe 149 rue de la Résistance à Sens et est toujours habité par une communauté de carmélites. Le bâtiment a été inscrit partiellement en 1995 au titre des monuments historiques.

## Histoire
Le carmel est fondé en 1625 par l'archevêque de Sens, Mgr de Bellegarde.
À la Révolution, il a été vendu par adjudication en 1793 comme bien national. Il devient alors une manufacture de coton et la chapelle est transformée en écurie.
Les religieuses réintègrent le monastère le 29 septembre 1823. Le couvent est réaménagé à la fin du XIXe siècle. Les autorités anticléricales de la IIIe République interdisent aux carmélites d'ouvrir leur chapelle au public entre 1903 et 1906.
Aujourd'hui, onze religieuses vivent dans l'oraison et le travail. Elles produisent des hosties (80 % de leurs revenus), fabriquent des chapelets et confectionnent des ornements liturgiques. Depuis septembre 2016, elle vendent également de la bière, L'Alpargate, produite par la brasserie Larché,. La messe dominicale est célébrée à 9 heures. Les fidèles peuvent y assister ainsi qu'aux offices de semaine (la Messe, suivie de l'office de sexte, est célébrée à 11 heures 45 les lundis, mardis, mercredis, vendredis, à 10 heures le samedi, et 8 heures le jeudi).

## Art
Dans la chapelle est conservée une Mise au Tombeau du XVIe siècle provenant de la cathédrale Saint-Étienne de Sens.
Un oratoire conserve encore une peinture murale du XVIIe siècle. Le cloître et le décor intérieur sont des éléments protégés.